# 北京杜聿明故居
39°55′32″N 116°24′39″E / 39.925635°N 116.410863°E
杜聿明故居位于北京市东城区美术馆东街25号，是国军将领杜聿明的住宅。

## 历史
杜聿明故居位于美术馆东街路西，南依五四大街。该院原来是一组带花园的住宅，1958年兴建中国美术馆时，将该院西部的花园部分拆除，仅留下东半部的住宅部分。
该宅院大约建于清朝后期，原是慈禧太后侄女的私宅。中华民国初年，出售给一德国商人，抗日战争后被买办吴信才购得。不久被作为敌产没收。后来成为国军将领杜聿明的住宅。现为单位宿舍。
该院的建筑格局较为高级，是北京城内中型四合院的典型。院内的建筑保存较好，砖、木、石雕富有特色。2001年3月8日，被公布为北京市文物保护单位。 

## 建筑
该院坐北朝南，共四进。现存建筑有：
- 大门、倒座房：大门一间，倒座房九间，都是硬山顶合瓦清水脊屋面。
- 第一进院：院落十分宽敞，仅有几株树木。北侧有过厅九间，带前后廊，带雀替，硬山顶，合瓦清水脊屋面，过厅门前有一对上马石。
- 第二进院：位于过厅北面，是一个小庭院，仅有东、西配房两座，有甬路可通往第三进院。
- 第三进院：院门是二柱牌楼式垂花门，柱下有一对滚墩石，垂花门旁边有一对石狮。垂花门内另有一对滚墩石，似是从他处移来。院内有正房三间，前后出廊，前面有月台以及垂带踏步，两侧有耳房各三间。东西厢房各三间。南带耳房各两间。抄手游廊将院内各房连接起来。各房屋面都是硬山顶合瓦清水脊。正房明间内有硬木雕梅竹纹饰落地罩。
- 第四进院：有后罩房五间，前带廊，左右耳房各二间，都是硬山顶合瓦清水脊屋面，院内环绕着游廊。
- 廊子：该宅院西侧有一穿越南北的廊子，连接着前后几进院落。廊子西侧跨院现存有北房五间，带前后廊，勾连搭过垄脊硬山顶，东侧带勾连搭耳房一间。[1]